# Condado de Henry (Illinois)
O Condado de Henry é um dos 102 condados do Estado americano de Illinois. A sede do condado é Cambridge, e sua maior cidade é Cambridge. O condado possui uma área de 2 132 km² (dos quais 6 km² estão cobertos por água), uma população de 51 020 habitantes, e uma densidade populacional de 24 hab/km² (segundo o censo nacional de 2000). O condado foi fundado em 13 de janeiro de 1825.